# Liste des édifices religieux de France protégés aux monuments historiques
Cet article recense les édifices religieux de France classés ou inscrits aux monuments historiques.

## Statistiques
Selon la base Mérimée, plus de 15 000 protections concernent des édifices religieux et plus 1 700 des édicules religieux (croix, oratoires, etc.). Ces protections peuvent concerner des lieux de cultes toujours en activité, détruits ou désacralisés, ou intégrés dans des structures plus grandes (par exemple la chapelle d'un château).
L'immense majorité de ces protections concerne des lieux de culte chrétiens, spécifiquement catholiques romains.

## Liste

### Bouddhisme
| Monument                          | Département | Commune | Adresse                                                 | Coordonnées                      | Notice         | Protection | Date | Illustration                      |
| --------------------------------- | ----------- | ------- | ------------------------------------------------------- | -------------------------------- | -------------- | ---------- | ---- | --------------------------------- |
| Institut international bouddhique | Paris       | Paris   | Bois de Vincennes, 40 route circulaire du Lac-Daumesnil | 48° 49′ 42″ nord, 2° 24′ 55″ est | « PA00086582 » | Inscrit    | 1975 | Institut international bouddhique |

### Christianisme

#### Église catholique romaine
- Baptistères
- Églises :
  - Basiliques
  - Cathédrales
  - Chapelles
  - Collégiales
  - Églises paroissiales
- Établissements conventuels :
  - Abbayes
  - Béguinages
  - Chartreuses
  - Commanderies
  - Couvents
  - Ermitages
  - Prieurés
- Croix
- Monastères
- Oratoires

#### Église orthodoxe
| Monument                                           | Département     | Commune                   | Adresse                | Coordonnées                        | Notice         | Protection | Date | Illustration                                       |
| -------------------------------------------------- | --------------- | ------------------------- | ---------------------- | ---------------------------------- | -------------- | ---------- | ---- | -------------------------------------------------- |
| Cathédrale orthodoxe russe Saint-Nicolas           | Alpes-Maritimes | Nice                      | Avenue Nicolas-II      | 43° 42′ 14″ nord, 7° 15′ 14″ est   | « PA00080780 » | Classé     | 1987 | Cathédrale orthodoxe russe Saint-Nicolas           |
| Église Saint-Nicolas-et-Sainte-Alexandra           | Alpes-Maritimes | Nice                      | 6 rue Longchamp        | 43° 41′ 58″ nord, 7° 16′ 03″ est   | « PA00080941 » | Inscrit    | 1990 | Église Saint-Nicolas-et-Sainte-Alexandra           |
| Église Saint-Serge-et-Saint-Vigor de Colombelles   | Calvados        | Colombelles               | Rue Raspail            | 49° 12′ 00″ nord, 0° 18′ 33″ ouest | « PA00111838 » | Inscrit    | 1992 | Église Saint-Serge-et-Saint-Vigor de Colombelles   |
| Église Notre-Dame-de-la-Dormition                  | Essonne         | Sainte-Geneviève-des-Bois | Chemin de Liers        | 48° 37′ 54″ nord, 2° 20′ 37″ est   | « PA00088003 » | Inscrit    | 1974 | Église Notre-Dame-de-la-Dormition                  |
| Chapelle orthodoxe russe de Saint-Hilaire-le-Grand | Marne           | Saint-Hilaire-le-Grand    |                        | à géolocaliser                     | « PA00078921 » | Inscrit    | 1989 | Chapelle orthodoxe russe de Saint-Hilaire-le-Grand |
| Cathédrale grecque Saint-Étienne de Paris          | Paris           | Paris                     | 5, 7 rue Georges-Bizet | 48° 52′ 00″ nord, 2° 17′ 55″ est   | « PA00135368 » | Inscrit    | 1995 | Cathédrale grecque Saint-Étienne de Paris          |
| Cathédrale Saint-Alexandre-Nevsky de Paris         | Paris           | Paris                     | 12 rue Daru            | 48° 52′ 39″ nord, 2° 18′ 07″ est   | « PA00088807 » | Classé     | 1981 | Cathédrale Saint-Alexandre-Nevsky de Paris         |

### Islam
Quatre mosquées sont protégées :
| Monument                                 | Département       | Commune   | Adresse                          | Coordonnées                      | Notice         | Protection | Date | Illustration                             |
| ---------------------------------------- | ----------------- | --------- | -------------------------------- | -------------------------------- | -------------- | ---------- | ---- | ---------------------------------------- |
| Mosquée de l'arsenal des Galères         | Bouches-du-Rhône  | Marseille | 584 avenue du Prado              | 43° 15′ 51″ nord, 5° 22′ 35″ est | « PA00081366 » | Inscrit    | 1965 | Mosquée de l'arsenal des Galères         |
| Grande Mosquée de Paris                  | Paris             | Paris     | 39-47 rue Geoffroy-Saint-Hilaire | 48° 50′ 32″ nord, 2° 21′ 18″ est | « PA00088481 » | Inscrit    | 1983 | Grande Mosquée de Paris                  |
| Mosquée du cimetière musulman de Bobigny | Seine-Saint-Denis | Bobigny   | 207 chemin des Vignes            | 48° 54′ 02″ nord, 2° 25′ 43″ est | « PA93000020 » | Inscrit    | 2006 | Mosquée du cimetière musulman de Bobigny |
| Mosquée Missiri                          | Var               | Fréjus    |                                  | 43° 27′ 28″ nord, 6° 43′ 37″ est | « PA00081616 » | Inscrit    | 1987 | Mosquée Missiri                          |

### Hindouisme
- Temple de l'Union
- Temple des Casernes
- Temple du Gol
- Temple Mardévirin
- Temple Morange

### Judaïsme
66 synagogues sont protégées.

### Positivisme
| Monument             | Département | Commune | Adresse       | Coordonnées                      | Notice         | Protection | Date | Illustration         |
| -------------------- | ----------- | ------- | ------------- | -------------------------------- | -------------- | ---------- | ---- | -------------------- |
| Temple de l'Humanité | Paris       | Paris   | 5 rue Payenne | 48° 51′ 29″ nord, 2° 21′ 43″ est | « PA00086235 » | Inscrit    | 1982 | Temple de l'Humanité |

### Religion romaine
56 temples romains sont protégés.